# 激动剂

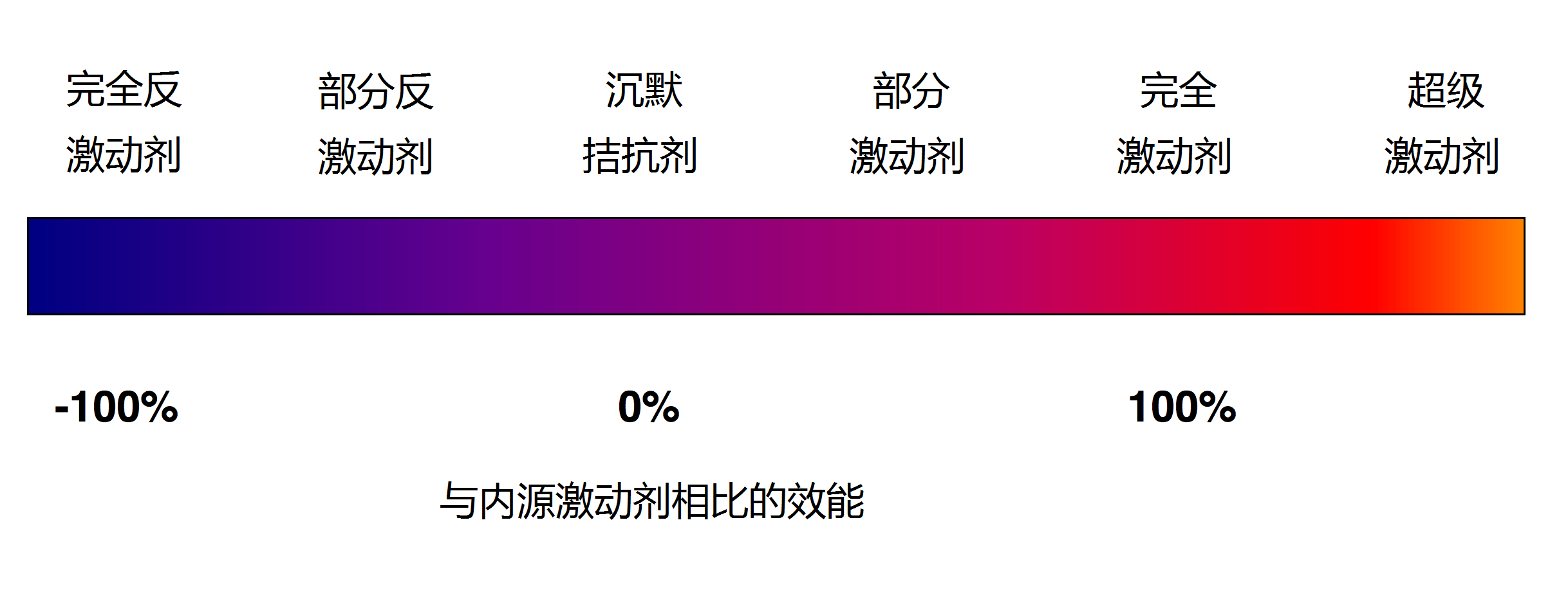
激动剂对受体的效能

激动剂（英語：agonist）又称促效剂、促動劑、致效劑、促進劑、作用劑，是与受体结合並使之激活，产生生理反应的化合物。激动剂按来源分为内源激动剂和外源激动剂，按效能分为完全激动剂、超激动剂、部分激动剂、反激动剂等。

## 激动剂分类
内源激动剂（如激素和神经递质）和外源激动剂（如药物）都能激活受体。生理激动剂虽不与受体结合，但仍可产生相同生理反应。
内源性激动剂由身体自然产生，结合並激活特定受体，例如血清素作用于血清素受体，多巴胺作用于多巴胺受体。
外源性激动剂中有完全激动剂、超激动剂和部分激动剂。完全激动剂结合並激活受体，产生完全的效能，有100%的内在活性。比如药物异丙肾上腺素，它能模拟肾上腺素作用于肾上腺素受体；还有吗啡，能模拟多巴胺作用于遍布中枢神经系统的μ-阿片受体。超级激动剂产生的反应比内源激动剂更大，也就是说它有大于100%的内在活性。这未必意味着它比内源激动剂更有效，只是说如果它与受体完全结合，则可以产生更强烈的反应。部分激动剂（如丁螺环酮、阿立哌唑、丁丙诺啡和氯氮平）也会结合並激活受体，但即便它完全与受体结合，也只有部分内在活性。因此诸如丁丙诺啡那样的药品可以治疗鸦片成瘾，因为它们作用在鸦片受体上只产生部分效果，从而依赖性低，不易滥用。
反激动剂与激动剂结合在相同的受体上，不过它非但像拮抗剂一样不产生药理效果，而且还抑制了激动剂的效果，如rimonabant是大麻素的反激动剂。
协同激动剂和其他协同激动剂一起作用产生效果，如NMDA受体就需要谷氨酸、甘氨酸和D-丝氨酸共同激活。
不可逆激动剂与受体以共价键永久结合，已有一些不可逆激动剂的描述。
选择性激动剂选择性地结合特定种类的受体，如丁螺环酮作用于血清素5-HT1A。新的发现拓展了药理学对激动剂的传统定义——有的配体在同一受体上既可以表现为激动剂，又可以表现为拮抗剂，这取决于效应路径和组织类型。
新的发现拓展了药理学对激动剂的传统定义——有的配体在同一受体上既可以表现为激动剂，又可以表现为拮抗剂，这取决于效应路径和组织类型。这种现象称为“功能选择性”和“选择性受体调控”。

## 活性

### 效价强度
激动剂的效价强度反比于其EC50值。EC50是指引起最大反应的一半所需的浓度。EC50非常有助于比较具有相似效能和生理效果的药品的效价强度。这个值越低，激动剂的效价强度就越高，产生最大生理反应所需的药物浓度就越低，副作用也越少。

### 治疗指数
当药物用于治疗时，很有必要了解达到理想效果所需的剂量和产生不良（甚至可能危险）的副作用的剂量之间的余地。前者以ED50量度，后者以TD50（即在50%个体中产生毒性的剂量）量度，但早期也有用LD50（半數致死量）來表示有不良作用的剂量。TD50与ED50的比值称为治疗指数。一般来说，药物疗效指数越低，该药有效和有毒之间的余地越小，就越容易产生不良副作用。因此疗效指数强调有用的药物除了具有疗效之外，重要的是要留有安全余地。